# Verancsics Faustus
Verancsics Faustus, vagy Verancsics Fausztusz OSPPE (olaszul: Fausto Veranzio; latinul: Faustus Verantius; Vrančić, Faust; olykor Verancsics János), (Šibenik, 1540 vagy 1551 – Velence, 1617. február 27.) neves dalmát család sarja, horvát történetíró, humanista tudós, csanádi püspök 1598-tól 1608-ig. Nagybátyja, Verancsics Antal esztergomi érsek volt.

## Élete, munkássága

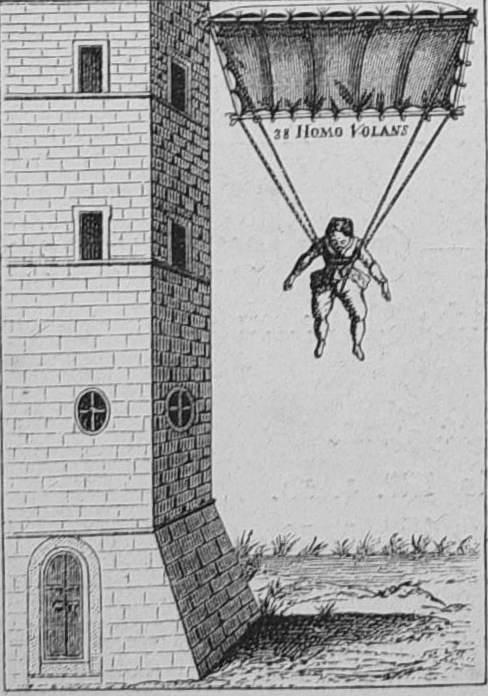
Ejtőernyő

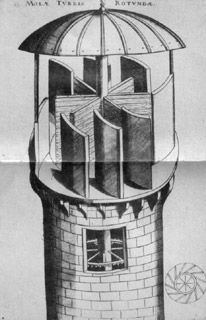
Szélmalom – a szélturbina első elképzelése

Régi dalmáciai családban született, neveltetésében meghatározó szerepe volt nagybátyjának, Verancsics Antalnak. 1561-től 7 évig (1568-ig) nagybátyjánál Pozsonyban élt, majd Padovában, a kor egyik leghíresebb egyetemén tanult. Az érsek halála (1573) után a családdal Dalmáciába költözött, később visszatért Pozsonyba, nagybátyja iratait rendezte és megírta életrajzát. 1579-ben veszprémi várkapitánnyá és a püspökség birtokainak kormányzójává nevezték ki, majd II. Rudolf királyi titkára lett. A prágai udvarban lehetősége nyílhatott átlátni kora társadalmi és vallási küzdelmeit, az ellenreformáció kibontakozását, tanulmányozhatta a természettudomány és a technika eredményeit. 1594-ben megvált szolgálatától és Velencében az egyházi rendbe lépett.
Négy év múltán az uralkodó kinevezte csanádi püspöknek, de később megfosztották ettől a címtől.
1609-től Itáliában élt. Emlékirataiban tájékoztatta V. Pál pápát a katolikus vallás hazai helyzetéről, megújításának lehetőségeiről, de főleg tudományos kutatásaival foglalkozott.
1616-ban Velencében jelentette meg egyszerre két könyvét: bölcseleti munkáját, a Logica novát (Új logika), valamint a találmányainak vázlatos leírását és rajzait tartalmazó Machinae novae-t (Új gépek). Ez a munkája széles érdeklődési körről tanúskodik, hiszen kiterjed a hídépítés és a szállítóeszközök, a haditechnika, a mezőgazdaság és a kézműves ipar különböző területeire. Ismereteit saját tapasztalataiból és az ekkortájt kéziratban terjesztett munkákból egyaránt meríthette, talán Leonardo da Vinci néhány hasonló találmányát is ismerhette. Újításainak egy része nem mondható teljesen eredetinek; lehet, hogy a rajzok nem is saját, hanem egyik barátjának kezétől valók, mindez azonban semmit nem von le műve tudománytörténeti értékéből.
Verancsics a kor technikáját olyan új megoldásokkal és eredeti találmányokkal is gazdagította, melyek később széles körben elterjedtek. Nála jelent meg a szélturbina legkorábbi megfogalmazása, elsőként alkalmazta a kocsi vaspántokból álló, rugós alátámasztását és nála látható az ejtőernyő egyik legkorábbi, részletes ábrázolása (Leonardo de Vincié mellett).
Eredeti gondolkodásmódjának bizonyítékai a tengerfenék kotrására változó vízmélységeknél is alkalmazható markológép, a különböző megoldású szél- és vízimalmok, köztük egy ár-apály működtetésű vízimalom, a mai „libegő” ősének tekinthető szerkezet vagy éppen a lánc-híd. Találmányainak rajzai négy évszázad távolából is egyértelműek, jól érthetők.
Könyvét és a benne szereplő szerkezeteket szabadalmi oltalom alá helyezte (kiváltságlevelet szerzett), ami azt mutatja, hogy tisztában volt munkájának igazi értékével.
Technikai kérdésekkel foglalkozó munkája mellett számos más területen, így a logikában, a történetírásban (Dalmácia története, a szlávok őstörténetéről) is maradandó értékeket hozott létre. Az általános latinnyelvűség korában kiemelkedő jelentőségű az 5400 szavas ötnyelvű (latin, magyar, olasz, német, horvát) szótára (1595).

## Műszaki fejlesztéseinek értékelése: aMachinae Novaecímű könyve
Legfontosabb műszaki alkotásai a Machinae Novae című könyvében jelentek meg, amely hatalmas munkája mintegy hatvan találmányt ismertet. Könyvét csaknem 50 ábra díszíti, amelyek tudomány- és találmánytörténeti értékűek. Könyvét szabadalomként védte le Firenze és Siena hercegénél.
Könyvében bemutatja a szélturbina ősét, a különféle szállítóeszközöket, szekereket és kocsikat, a vízfolyással szemben haladó hajókat, hidakat. Ugyancsak rajzain találjuk meg a különféle sajtoló, daráló és zúzógépeket, fűrészeket és szivattyúkat, amelyeket a malmoknál és a bányászati iparban használtak. Jelentősek agráripari leírásai is: a kaszálásról, a cséplésről, a gabona mosásáról és hántolásáról, rostálásáról és szitálásáról. Bemutat aztán a könyv különféle hadi gépezeteket is, valamint ábrázolja az ejtőernyő ősét.
Érdekessége munkásságának az, hogy a Magyarországon már használt, acélpántokból álló rugós alátámasztást a kocsikon itt ismerteti először. Ettől váltak híressé a Kocs községből származó kocsik. Ugyancsak leírja a súrlódásos fékezést is.

## Összegzés
Személyét mint a közép-európai humanizmus egyik tudós polihisztorát tartja nyilván a magyar tudománytörténet, mint magyar főpapot pedig a magyar katolikus egyház egyháztörténete.

## Irodalom

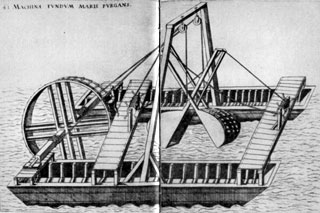
Kotrógép

### Saját művei
- Fausti Verantii: Machinae Novae. Venetiis, 1616
- Fausti Verantii: Logica Nova. Venetiis, 1616
- Fausti Verantii: Dictionarium Quinque Nobilissimarum Europae linguarum, Latinae, Italicae, Germanicae, Dalmaticae et Vngaricae. Venetiis, 1595
- Fausti Verantii: Vita Antonii Verantii. (Kovachich, Mart. Georg., Scriptores rerum hungaricarum minores. Budae, 1798. I. XXVIII) – (E munkája nagybátyja életéről szól.)
- Verancsics Faustus Machinae novae és más művei; vál., sajtó alá rend., utószó, jegyz. S. Varga Katalin, ford. S. Varga Katalin, Zsámboki Zoltán; Magvető, Bp., 1985 (Magyar hírmondó)

### A Verancsics Faustusról és munkásságáról szóló irodalom

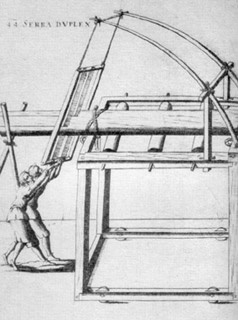
Fűrész (képrészlet)

- Verancsics Faustus: Machinae Novae és más művei: Verancsics Faustus. Válogatta, sajtó alá rendezte, az utószót és jegyzeteket írta S. Varga Katalin. – Bp: Magvető Könyvkiadó, 1985 – 394 o. (Magyar Hírmondó)
- Magyarok a természettudomány és a technika történetében. Életrajzi lexikon. Főszerk.: Nagy Ferenc. Jav. és bőv. kiad. Bp., 1992
- Lósy-Schmidt Ede: V. Fausztuszról és Machinae Novae című munkájáról (Magy. Mérnök- és Építész Egyl. Közl.) 1925
- Pénzes István (1978): A malmászat klasszikusa: Verencsics Faustus. 1-2. Gabonaipar, 25. 1. 26-30. old., 2. 63-69. old.
- Vajda Pál: Nagy magyar feltalálók (részletes bibliográfiával), Budapest, 1958
- M. Zemplén Jolán: A magyarországi fizika története 1711-ig. Budapest, 1961
- Magyar tudóslexikon A-tól Zs-ig. Főszerk. Nagy Ferenc. Budapest: Better; MTESZ; OMIKK. 1997. 847–849. o. ISBN 963-85433-5-3
- M. Zemplén Jolán (1967): A technikai fejlődés magyar-dalmát úttörője, Verancsics Faustus. Élet és Tudomány 22. 40. szám, 1894-1899 old.
- Andor György (1988): Verancsics Faustus és a Machinae novae. A technika tanítása, 20. 60-61. old.
- Tóth László: Verancsics Faustus csanádi püspök és emlékíratai V. Pál pápához a magyar katolikus egyház állapotáról; s.n., Bp., 1933
- B. Simond Renée: Verancsics Faustus Dictionariumának magyar szókészlete betűrendben, a latin értelmezésekkel; Akadémia, Bp., 1959
- Pénzes István: Verancsics Fausztusz; GTE, Bp., 1981
- Verancsics Faustus, 1551–1617; szerk. Fenyvesi Ottó, Géczi János, Mátis Lívia et al.;  Művészetek Háza, Veszprém, 1994
- Sulyok Hedvig: Magyar-olasz és olasz-magyar szójegyzék Verancsics Faustus Dictionariuma alapján / Lessico ungherese-italiano e italiano-ungherese in base al Dictionarium de Faustus Verantius; Generalia, Szeged, 2001 (Fasciculi linguistici. Series lexicographica)
- Vig István: Verancsics Faustus Dictionariuma a korabeli európai kontextusban; Tinta, Bp., 2011 (Segédkönyvek a nyelvészet tanulmányozásához)